# Jeanne de Naples (1478-1518)
 (août 2024).
Si vous disposez d'ouvrages ou d'articles de référence ou si vous connaissez des sites web de qualité traitant du thème abordé ici, merci de compléter l'article en donnant les références utiles à sa vérifiabilité et en les liant à la section « Notes et références ».
Pour les articles homonymes, voir Jeanne de Naples et Jeanne d'Aragon.
Jeanne de Naples ou Jeanne d'Aragon (15 avril 1478, Naples - 27 août 1518, Naples),  reine consort de Naples, est la fille de Ferdinand Ier de Naples, roi de Naples, et de Jeanne d'Aragon, et l'épouse de Ferdinand II de Naples, roi de Naples.